# فون فريمان
فون فريمان (بالإنجليزية: Von Freeman)‏ هو عازف جاز أمريكي، ولد في 3 أكتوبر 1923 في شيكاغو في الولايات المتحدة، وتوفي بنفس المكان في 11 أغسطس 2012.

## وصلات خارجية
- فون فريمان على موقع IMDb (الإنجليزية)
- فون فريمان على موقع ميوزك برينز (الإنجليزية)
- فون فريمان على موقع أول ميوزيك (الإنجليزية)
- فون فريمان على موقع ديسكوغز (الإنجليزية)